# Nameless, Tennessee
Nameless (literalmente: sem nome) é uma comunidade não incorporada no Condado de Jackson, Tennessee, Nos Estados Unidos.
Seu nome incomum atraiu a atenção de escritores.  Não há nenhuma explicação sobre sua origem. Por isso, algumas teorias surgiram: Uma versão da origem do nome sustenta que, quando os residentes solicitavam uma agência dos correios, o lugar para um nome no formulário era deixado em branco, e o Departamento dos Correios dos EUA devolvia o formulário com o carimbo "Sem nome" no formulário.  No livro de 1982 Blue Highways: A Journey Into America, William Least Heat-Moon relatou uma explicação variante na qual os próprios moradores decidiram que a comunidade deveria ser "sem nome" depois que um deles disse "Este aqui é um lugar sem nome, se é que já vi um, então deixe como está."  Outra variação da história foi fornecida em um artigo de 1933 no jornal Jackson County Sentinel, que dizia que um funcionário local havia inicialmente tentado nomear o correio "Morgan" em homenagem ao procurador-geral do condado, George Morgan, mas o Departamento dos Correios rejeitou esse nome, possivelmente porque o nome "Morgan" ainda estava associado na mente das pessoas com a Confederação, incluindo o General do Exército Confederado John Hunt Morgan . Segundo esta versão, após a sua primeira escolha ter sido rejeitada, o funcionário escreveu às autoridades federais que, se o seu pedido original não pudesse ser utilizado, ele preferia que a estação de correios não fosse identificada.  O correio sem nome da comunidade foi estabelecido entre 1866 à 1909. 
No seu auge, Nameless tinha uma população de aproximadamente 250 habitantes. Além da estação de correios, foi sede de uma escola e de algumas lojas.  A escola primária de duas salas funcionou até a década de 1960. Abrigava alunos do nível básico até o 4° ano em uma sala e alunos do 5º ao 8º ano em uma segunda sala.  uma antiga loja da comunidade de artigos gerais chamada JT Watts funciona atualmente como um museu . 

## Na cultura popular
Nameless é mencionada em uma canção do cantor Elvis Costello chamada de "My Dark Life" (no álbum Extreme Honey ) junto de dois lugares com nomes peculiares, Ugly, Texas, (que significa "feio") e Peculiar, Missouri (que significa"peculiar") . 
"Nameless, TN" é a décima primeira  de doze faixas do álbum "Jubilee", da banda Old Crow Medicine Show de 2023.